# 心臟 (藍井艾露單曲)
《心臓》是日本女歌手藍井艾露的第23張單曲，於2022年10月19日由SACRA MUSIC發售。

## 概要
一直為《刀劍神域》獻唱過多首主題曲，作為劇場版的主題曲《刀劍神域劇場版 -Progressive- 陰沉薄暮的詼諧曲》，亦是本人首次演唱電影的主題曲。
《心臓》則邀請了 ヨルシカ 的成員 n-buna 與本人共同參與合作，也表示非常榮幸。這首歌曲打破了「SAO」系列及她本人一向的曲風，樂曲的構成看似簡單，但亦因此突顯出其獨特性。歌曲中則加入了樂隊 ヨルシカ 的創作風格，是以簡約感與搖滾風格融合的樂曲。
正因為歌曲的獨特性，本人也表示演唱時有一定的難度。歌曲是以「飛翔」作為關鍵概念，以靜與動的節奏結合而成，帶有清爽的感覺。
《心臓》指的是心跳聲或腳步聲，內容與主角「亞絲娜」的情感呼應，表達出「正是因為兩人在才得以前進、向前飛越」的動感和正向情感。

其次，第二首歌《EVIL》則以上述劇場版動畫的原創角色「米特」作為主題，表達出該角色對自己的執念與感受，而且本人也表示與過往的自己相似。該曲風格與《心臓》相反，帶有腥臭味與邪惡感。

第三首歌曲《Dance with me》是一首具中東風格、異國情調的舞曲，其創作靈感自於 藍井艾露 本人最近在 沙地阿拉伯 的 吉達 出席表演的經歷，據描述歌曲是以一位在夜店跳舞的女子為視角的情歌，帶有妖豔感。

它將以初回生産限定盤、通常盤和期間生産限定盤的形式出售。初回生産限定盤與期間生産限定盤包含了《心臓》的 MV；而期間生産限定盤的封面印有該劇場版角色「亞絲娜」的繪圖。

## 收錄内容
| CD單曲   | CD單曲                        | CD單曲       | CD單曲                         | CD單曲   | CD單曲 |
| 曲序     | 曲目                          |              | 作曲                           | 編曲     | 时长   |
| -------- | ----------------------------- | ------------ | ------------------------------ | -------- | ------ |
| 1.       | 心臓                          | n-buna       | n-buna                         | n-buna   | 3:34   |
| 2.       | EVIL                          | 唐沢美帆     | 重永亮介                       | 重永亮介 | 3:57   |
| 3.       | Dance with me                 | H14(LEONAIR) | DJ Mass Mad Izm*・REO(LEONAIR) | LEONAIR  | 3:48   |
| 4.       | 心臓（Instrumental）          |              |                                |          | 3:34   |
| 5.       | EVIL（Instrumental）          |              |                                |          | 3:57   |
| 6.       | Dance with me（Instrumental） |              |                                |          | 3:46   |
| 总时长： | 总时长：                      | 总时长：     | 总时长：                       | 总时长： | 23:00  |

| DVD（初回生産限定盤、期間生産限定盤） | DVD（初回生産限定盤、期間生産限定盤） |
| 曲序                                  | 曲目                                  |
| ------------------------------------- | ------------------------------------- |
| 1.                                    | 「心臓」(Music Video)                 |

## 收錄專輯
| 曲名 | 專輯             | 發售日期 | 備註     |
| ---- | ---------------- | -------- | -------- |
| 心臓 | 《KALEIDOSCOPE》 | 2023年   | 原創專輯 |

## 外部連結
- 日本索尼音樂
  - 初回生産限定盤 （页面存档备份，存于）
  - 通常盤 （页面存档备份，存于）
  - 期間生産限定盤 （页面存档备份，存于）